# Jozef Smits
Jozef Smits (Antwerpen, 28 maart 1914 – aldaar, 23 februari 1994) was een Belgisch prelaat uit het bisdom Antwerpen.
Na zijn studies baccalaureaat thomistische wijsbegeerte aan het Seminarie en licentiaat zoölogische wetenschappen werd hij op 18 april 1938 te Mechelen priester gewijd. Hij begon zijn loopbaan als leerkracht aan het Antwerpse Sint-Jan Berchmanscollege. Tijdens zijn carrière was hij onder meer sinds 1948 nationaal proost  van UNIZO. Als stichter van het Middenstandsinstituut schonk hij veel aandacht aan de zelfstandigen. In 1962 werd hij tot vicaris-generaal benoemd door de Antwerpse bisschop Jules-Victor Daem. Op 1 september 1962 werd hij pauselijk huisprelaat.

## Titels
- Huisprelaat van de paus
- Ere-vicaris-generaal, bisdom Antwerpen